# Línea 191D (Interurbanos Madrid)
La línea 191D de la red de autobuses interurbanos de Madrid une Buitrago del Lozoya con Robledillo de la Jara.

## Características
Esta línea une ambos municipios, efectuando parada en otros municipios de la Sierra Norte de Madrid.
Desde el 5 de junio de 2021 la línea comenzó a operar los sábados laborables, domingos y festivos.
Desde el 21 de abril de 2025 la línea comenzó a circular por Mangirón.
La línea mantiene los mismos horarios todo el año (exceptuando las vísperas de festivo y festivos de Navidad).
Siguiendo la numeración de líneas del CRTM, las líneas que circulan por el corredor 1 son aquellas que dan servicio a los municipios situados en torno a la A-1 y comienzan con un 1. Aquellas numeradas dentro de la decena 190 corresponden a aquellas que circulan por la Sierra Norte de Madrid. En concreto, la línea 191D indica un incremento sobre la línea 191 ya que se necesita para enlazar con Madrid los lugares por los que circula la línea 191D. Esto se hace en Buitrago del Lozoya como punto central de la comarca de la Sierra Norte desde donde parten esta y otras líneas complementarias a la línea 191.
Está operada por la empresa ALSA mediante la concesión administrativa VCM-103 - Madrid - Buitrago - Rascafría (Viajeros Comunidad de Madrid) del Consorcio Regional de Transportes de Madrid.

### Material móvil
| Marca         | Modelo           | Año  | Combustible |
| ------------- | ---------------- | ---- | ----------- |
| Mercedes-Benz | Ferqui Sunset S3 | 2016 | Diésel      |
| Otokar        | Ulyso            | 2022 | Diésel      |

## Horarios
| Lunes a viernes laborables | Lunes a viernes laborables | Lunes a viernes laborables | Lunes a viernes laborables | Sábados laborables, domingos y festivos | Sábados laborables, domingos y festivos |
| Buitrago > Robledillo      | Buitrago > Robledillo      | Buitrago > Robledillo      | Buitrago > Robledillo      | Buitrago > Robledillo                   | Buitrago > Robledillo                   |
| 07:15                      | 12:00                      | 15:50                      | 18:55                      | 10:20                                   | 16:50                                   |
| Robledillo > Buitrago      | Robledillo > Buitrago      | Robledillo > Buitrago      | Robledillo > Buitrago      | Robledillo > Buitrago                   | Robledillo > Buitrago                   |
| 07:55                      | 12:35                      | 16:25                      | 19:30                      | 10:55                                   | 17:30                                   |

## Recorrido y paradas

### Sentido Robledillo de la Jara
La línea inicia su recorrido en la Avenida de Madrid de Buitrago del Lozoya, donde tienen su cabecera varias líneas interurbanas.
Sale de Buitrago del Lozoya hacia el sur por la Avenida de Madrid, antes de salir del casco urbano por la carretera de Mangirón (M-126), por la que circula hasta la intersección con la carretera M-135, por la que se desvía hasta llegar a la M-137, que toma en dirección sur. Por esta carretera atraviesa y para en Paredes de Buitrago, Serrada de la Fuente, Berzosa del Lozoya y Robledillo de la Jara, teniendo su cabecera en este último municipio.
| Código | Zona | Localidad             | Denominación                                  | Ubicación                  | Líneas de la parada                        |
| ------ | ---- | --------------------- | --------------------------------------------- | -------------------------- | ------------------------------------------ |
| 12545  |      | Buitrago del Lozoya   | Avenida de Madrid - Calle Real                | Avenida de Madrid Nº10     | 191 191D 191E 194A 195A 196 VAC-157VAC-242 |
| 11293  |      | Buitrago del Lozoya   | Avenida de Madrid - Centro de Estudios        | Avenida de Madrid Nº43     | 191 191D 191E 194A 195A 196 199A           |
| 12548  |      | Buitrago del Lozoya   | Carretera de Mangirón - Avenida de Madrid     | Carretera M-126 Nº2        | 191D 196 199A                              |
| 19075  |      | Mangirón              | Carretera M-126 - Cruce Carretera de Buitrago | Carretera M-126 Nº5000     | 191D                                       |
| 10400  |      | Mangirón              | Mangirón - Iglesia                            | Avenida del Villar Nº25    | 191D 191E 196 199A                         |
| 18196  |      | Mangirón              | Mangirón - Calle de la Cerradilla             | Avenida del Villar Nº3     | 191D 196                                   |
| 10324  |      | Paredes de Buitrago   | Carretera M-127 - Paredes de Buitrago         | Calle de la Soledad Nº2    | 191D 199A                                  |
| 10322  |      | Serrada de la Fuente  | Carretera M-127 - Serrada de la Fuente        | Avenida de El Berrueco Nº2 | 191D 199A                                  |
| 19076  |      | Berzosa del Lozoya    | Berzosa del Lozoya - Parque                   | Calle Real Nº1             | 191D 199A                                  |
| 10320  |      | Berzosa del Lozoya    | Berzosa del Lozoya - Calle Real               | Calle Real Nº22900         | 191D 199A                                  |
| 16707  |      | Robledillo de la Jara | Robledillo de la Jara - Calle de las Eras     | Calle de la Fuente Nº2     | 191D 199A                                  |
| 10317  |      | Robledillo de la Jara | Robledillo de la Jara - Iglesia               | Calle de la Fuente Nº24    | 191D 199A                                  |

### Sentido Buitrago del Lozoya
El recorrido es igual al de ida pero en sentido contrario.
| Código | Zona | Localidad             | Denominación                                  | Ubicación                  | Líneas de la parada                        |
| ------ | ---- | --------------------- | --------------------------------------------- | -------------------------- | ------------------------------------------ |
| 10317  |      | Robledillo de la Jara | Robledillo de la Jara - Iglesia               | Calle de la Fuente Nº24    | 191D 199A                                  |
| 16706  |      | Robledillo de la Jara | Robledillo de la Jara - Calle de las Eras     | Calle de la Fuente Nº5     | 191D 199A                                  |
| 10319  |      | Berzosa del Lozoya    | Berzosa del Lozoya - Calle Real               | Calle Real Nº22900         | 191D 199A                                  |
| 19077  |      | Berzosa del Lozoya    | Berzosa del Lozoya - Parque                   | Calle Real Nº2             | 191D 199A                                  |
| 10321  |      | Serrada de la Fuente  | Carretera M-127 - Serrada de la Fuente        | Avenida de El Berrueco Nº1 | 191D 199A                                  |
| 10323  |      | Paredes de Buitrago   | Carretera M-127 - Paredes de Buitrago         | Calle de la Soledad Nº1    | 191D 199A                                  |
| 10400  |      | Mangirón              | Mangirón - Iglesia                            | Avenida del Villar Nº25    | 191D 191E 196 199A                         |
| 18196  |      | Mangirón              | Mangirón - Calle de la Cerradilla             | Avenida del Villar Nº3     | 191D 196                                   |
| 19075  |      | Mangirón              | Carretera M-126 - Cruce Carretera de Buitrago | Carretera M-126 Nº5000     | 191D                                       |
| 12547  |      | Buitrago del Lozoya   | Carretera de Mangirón - Avenida de Madrid     | Carretera M-126 Nº100      | 191D 196 199A                              |
| 15769  |      | Buitrago del Lozoya   | Avenida de Madrid - Carretera de Mangirón     | Avenida de Madrid Nº99     | 191 191D 191E 194A 195B 196 199A           |
| 12546  |      | Buitrago del Lozoya   | Avenida de Madrid - Centro de Estudios        | Avenida de Madrid Nº39     | 191 191D 191E 194A 195B 196 199A           |
| 12545  |      | Buitrago del Lozoya   | Avenida de Madrid - Calle Real                | Avenida de Madrid Nº10     | 191 191D 191E 194A 195A 196 VAC-157VAC-242 |

## Tarifas
Aquí se muestran las tarifas de la línea:

### Billetes sencillos
| OrigenDestino | C2    |
| C2            | 1,3 € |

### Abonos transporte
- En caso de portar un abono inferior a la zona tarifaria de destino, se deberá abonar un suplemento. Dicho suplemento corresponde a la diferencia entre un billete sencillo hacia la corona tarifaria de destino y un billete sencillo a la corona tarifaria del abono portado. Esta restricción también aplica a los abonos interzonales.
- No es válido el abono correspondiente a la zona , por lo que es necesario abonar el billete sencillo correspondiente a la parada de destino.
- A pesar de que las coronas tarifarias ,  y  tengan el mismo coste en el abono transporte, su uso en zonas tarifarias que no es la correspondiente no es válido y se deberá abonar el suplemento mencionado anteriormente. Es por esto que los usuarios de las coronas tarifarias  o  deberán recargar un abono de la corona  al mismo coste que las anteriores para evitar confusión.
- El abono joven y de la tercera edad son válidos para toda la línea.

Para más información, consultar la página oficial del CRTM.